# Pedro José Campos Pizarro
Pedro José Campos Pizarro, decimoctavo alcalde del municipio de Rancagua (Paredones 1776-1854). Hijo de José Gabriel de Campos y Juana María Pizarro Montero. Instruido militarmente, llegó a ser teniente coronel del ejército colonial y adoptó casi de inmediato la causa patriota. 
Teniente de Gobernador de Rancagua (1818) y Alcalde (1821-1822). Fue leal a las fuerzas de Bernardo O'Higgins. Posterior a su administración en el municipio de Rancagua fue parte del movimiento político denominado Pipiolo, fue candidato a la Asamblea Legislativa de Cachapoal en 1826 y por Aconcagua en 1828, pero en ambas oportunidades fue derrotado. 
| Predecesor: Pedro José de Baeza y Urzúa | 19º Alcalde de Rancagua 1821-1822 | Sucesor: Agustín Tagle y Gamboa |